# پرسپولیس (روزنامه)
پرسپولیس یک روزنامه ورزشی-فوتبالی است که عمده مطالب آن به باشگاه فوتبال پرسپولیس تهران مرتبط است. صاحب امتیاز روزنامه مهدی بگلری و مدیر مسئول آن محمدحسین انصاری فرد می‌باشد. پرسپولیس اولین و تنها روزنامه هواداری باشگاه پرسپولیس است که نخستین شماره آن در تاریخ ۲۷ مهر ۱۳۷۶ منتشر شد و تاکنون به صورت منظم همه‌روزه چاپ و در سراسر کشور توزیع می‌شود. مالکیت و مدیریت روزنامه پرسپولیس خصوصی است و هیچگونه وابستگی مالی به باشگاه ندارد. مهدی بگلری صاحب امتیاز نشریهٔ پرسپولیس در سال ۲۳ مهر ۱۴۰۰ درگذشت.
این روزنامه در ۱ خرداد ۱۳۹۹ از پیروزی به پرسپولیس تغییر نام داد.

## حواشی
روزنامه پرسپولیس در شماره ۵۷۲۶ در تاریخ ۲۴ دی ۱۳۹۷ با انتشار عکس سرمربی استقلال با تیتر «بمب خنده» و با الهام از تصویر نطق مشهور بنیامین نتانیاهو در مجمع عمومی سازمان ملل متحد، سیاست‌های وینفرد شفر در فصل نقل و انتقالات را به تمسخر گرفت. انتشار این تصویر با واکنش‌های مختلفی در صفحات هواداری استقلال روبرو شد و رسانه رسمی باشگاه استقلال با انتشار متنی خبر از شکایت از روزنامه پیروزی داد. پس از این واکنش‌ها، امیرحسین ناصری سردبیر روزنامه پرسپولیس، از باشگاه استقلال عذرخواهی کرد.

## توقف چاپ
پس از درگذشت مهدی بگلری، آخرین نسخه این روزنامه در تاریخ ۱۸ آبان ۱۴۰۰ منتشر گردید. اعلام شده است که توقف چاپ روزنامه به دلیل حل و فصل مسائل مرتبط با انحصار وراث موقتی است. اما این وقفه بیش از دو سال به طول انجامیده است. 